# Atonal
Atonal o Atonatl  (Señorío de Cuscatlán, siglo XVI), cuyo nombre significa "sol de agua", es el nombre que la tradición salvadoreña ha dado al líder indígena pipil que dirigió a los ejércitos indígenas en la batalla de Acajutla, y en ocasiones también en la batalla de Tacuzcalco, siendo aquel que se considera que lanzó la flecha que dejó cojo para toda la vida al conquistador español Pedro de Alvarado.

## Leyenda
Lo siguiente es uno de los relatos legendarios sobre este personaje del folclore salvadoreño, probablemente procedente de Santiago Barberena y publicada por Carlos A. Orellana Trigueros en 1997. No debe considerarse como un relato histórico ya que no está basado en ningún documento histórico de esa época.
La versión tradicional sobre Atonal asevera que durante la época prehispánica en cada provincia había caciques, quienes eran dirigentes subordinados al gran Señor de Cuzcatlán, siendo el encargado para la zona de los izalcos (cacicazgo de Izalco), el gran príncipe Atonal cuyo nombre significaba: Sol de Agua. Así, este príncipe guerrero tuvo como misión enfrentar a los invasores españoles en 1524. En pleno Consejo de príncipes, Atonal tomó la palabra y exclamó: Mi vida por nuestra gente oh gran Señor. Esta afirmativa declaración produjo en el Atlácatl una inmensa satisfacción y en todos los presentes el Espíritu de lucha y de solidaridad se manifestó como nunca antes.
En Acaxual, el príncipe dispuso parapetos a más de tres mil hombres. Otros tres mil los llevó a los alrededores de Tacuzcalco, en donde esperaba presentar la batalla definitiva a los Conquistadores, si estos salían librados de la de Acaxual. Atonal y sus ayudantes preparaban la estrategia que había de detener a los invasores; colocó unos cuantos espías a lo largo de las veredas costeras desde el Río Paz hasta la ciudad de Calix (nombre que erróneamente Barberena le da a Caluco). Había puesto un parapeto entre Mochicalco y Acatepeque, ahí colocó un Calpulli (pequeña unidad de combate integrada por una decena de los mejores guerreros).
Pedro de Alvarado llega cerca de Acaxual el 8 de junio; su instinto le llama a pasar de largo y no acercarse a la llanura. Pero el destino se impone; frente a él hay un inmenso lago de fango: la zona pantanosa. Debe dar un giro más hacia el Sur; no puede evitarlo. Cuando la soldadesca castellana lo hace, el grueso de los guerreros pipiles los rodean. Ante aquella desagradable sorpresa el proclamado "Tonatiuh" por los indígenas mexicas, ordena: ¡Fuego con todo!. ¡Viva España. Acaben con los indios. ! Y se desata el combate fiero.
En medio de aquella carnicería, Atonal lucha con denuedo, en una mano su lanza mataba enemigos y en la otra, un mazo, hecho de tronco de maquilishuat, con el cual daba tremendos "mazazos" que los dejaba totalmente inmóviles.
Alvarado, montado en su caballo pelea, pelea sin tregua, dando el ejemplo a sus combatientes. Entonces Atonal prepara su lanza y levantando su brazo derecho, la tira, fuerte, directo, hacia la cabalgadura del altivo español. La lanza sigue su camino sin detenerse, y se clava, poderosamente en el muslo de Pedro de Alvarado (lo que lo dejara cojo para toda la vida); aquel lanzazo es tan fuerte que atravesando su pierna y montura, hiere de muerte también al caballo.
Los supervivientes buscan hacia Tacuzcalco para unirse al otro grupo que allí espera a los invasores, Atonal se reúne con el destacamento de guerreros que ha dejado cerca de Tacuzcalco; organiza el combate y los alerta sobre la presencia inminente de los conquistadores. Los españoles acampan en el trayecto para poder vendar las heridas de su jefe. Cinco días después de la acción de Acaxual, la tropa castellana enfila hacia Tacuzcalco; allí los esperan alrededor de cinco mil guerreros.
La batalla de Tacuzcalco fue más sangrienta que la de Acaxual; pero al final los españoles se impusieron gracias a sus mejores armas. Al ver tan grande destrucción entre sus hermanos, Atonal escapa con los sobrevivientes hacia los montañas.Pedro de Alvarado lo ve y ordena a sus hermanos Gonzalo y Jorge: «seguidlo, rápido; alcanzadlo y matadlo. !Él es el culpable de mi cojera!».
Atonal y sus hombres se han protegido detrás de unas grandes rocas, están dispuestos a vender muy cara su derrota. En aquel trance mortal, Atonal recuerda su promesa:mi vida por nuestra gente, oh gran Señor y lanzando un atronador grito de guerra, se sale de su escondite y se abalanza sobre sus perseguidores; en una mano lleva su pértiga y en la otra su mazo. El príncipe logra llegar cerca de sus enemigos, su jabalina se clava en el hombro de uno de los hombres.Pero cuando se aprestaba a dar un golpe mortal con su porra a Jorge de Alvarado, Gonzalo, mejor ubicado, usa su mosquete y dispara dos veces, Atonal cae herido de muerte.
Afirman los sobrevivientes que después del martirio, su cuerpo fue llevado con amorosa devoción, por sus hermanos hasta Calixto (Caluco). El alma de aquel Soldado, fue tomada por varias águilas (que aparecieron del horizonte) y depositada en el "cielo de los dioses", a la diestra del Señor Quetzalcóatl, en donde vive para siempre.

## Historicidad
La existencia histórica de dicho personaje ha sido puesta en duda desde principios y mediados del siglo XX. El nombre de Atonal fue dado a conocer por el abate Brasseur de Bourbourg quien mencionó que lo encontró en el manuscrito cakchiquel del Memorial de Sololá, publicandolo en una carta a la Gaceta de Guatemala en septiembre de 1856; pero no dejó constancia de en que parte lo había encontrado, y análisis y traducciones posteriores no han encontrado dicho nombre en el documento; no habiendo mayor evidencia entre los cronistas contemporáneos, ni en los informes españoles de su tiempo.
En un principio Bourbourg mencionaría que Atonal fue el último señor de Cuzcatlán (en lugar de Atlácatl), y más adelante autores posteriores lo relacionarían con las batallas de Acaxual y Tacuzcalco. Tanto como el caso de Atlácatl, a Atonal se les concede el mérito de «símbolo indígena local»  en su caso por haber herido a Pedro de Alvarado en la batalla de Acaxual en 1524.